# Revolução Haitiana
A Revolução Haitiana (francês: révolution haïtienne; crioulo haitiano: revolisyon ayisyen) foi uma insurreição bem-sucedida de escravos auto-libertados contra o domínio colonial francês em São Domingos, agora o estado soberano do Haiti. A revolta começou em 22 de agosto de 1791, e terminou em 1804 com a independência da ex-colônia. Envolveu participantes negros, mestiços, franceses, espanhóis, britânicos e poloneses - com o ex-escravo Toussaint Louverture emergindo como o herói mais carismático do Haiti junto de Jean-Jacques Dessalines, Henri Christophe, e outros. Louverture teve um papel de grande importância na Revolução Haitiana, uma vez que foi o responsável por liderar e por mobilizar a grande revolta negra em prol da necessidade de instaurar a liberdade e a igualdade em São Domingos. A revolução foi a única revolta de escravos que levou à fundação de um estado que estava livre da escravidão colonial europeia e governado por não-brancos e ex-cativos. É agora é visto como um momento decisivo na história do Novo Mundo.

## Antecedentes
Passados os séculos XVI e XVII sob domínio do Império Espanhol, o Haiti, conhecido na época como Saint Domingue, obteve o status oficial de colônia francesa em 1697 por meio da assinatura do Tratado de Ryswick. Embora fosse uma das últimas colônias fundadas na América, logo superou economicamente as demais colônias francesas, por meio da instalação do sistema de plantation na região com as culturas de cana-de-açúcar e, posteriormente, café. Em relação ao açúcar, naquele momento, o produto estava deixando de ser um artigo de luxo para se tornar um componente indispensável para a dieta de muitos europeus. Com isso, a economia e população de Saint Domingue cresceu exponencialmente até a segunda metade do século XVIII. Assim como o número de plantações de açúcar cresceu para atender às necessidades do mercado europeu, o número de escravizados na ilha, por consequência, aumentou.

### Escravidão na colônia
A maioria das plantações contava com uma parcela de negros africanos e outra de engagés (trabalhadores brancos livres ou com dívidas para com a Coroa Francesa). No entanto, a partir do século XVIII, a mão de obra em Saint Domingue e em todo o Caribe assou a ser identificada e associada majoritariamente à população negra africana. Segundo Laurent Dubois, o número de escravizados passou de 3.358, em 1687, para 150.000, em meados da década de 1750. Este processo se deu devido ao aumento do número de plantations em toda a ilha: de 1700 a 1704, foram de 18 para 120 plantações de açúcar. De 1715 até 1779, o Haiti iria de 35 mil escravizados para cerca de 200 mil, tendo o auge das importações de negros durante a década de 1760 que atingiriam uma média de 15.000 escravos por ano.

### Café e o sul do Haiti
Além da cana-de-açúcar, havia outros produtos sendo cultivados em Saint Domingue, como o tabaco e o índigo. Entretanto, apenas as plantações de café conseguiriam bater de frente com os níveis de produção e lucro dos canaviais. Naquele momento, o Haiti era dividido em três províncias: Norte, contando com a capital da colônia, Cabo Francês, e terrenos planos, mais adequados às plantações de cana; Oeste, com terreno montanhoso perfeito para o cultivo de café, tinha como principal cidade Porto Príncipe; e, Sul, pouco povoada devido a altas montanhas. Segundo C. L. R. James, em 1767, 35 mil toneladas de açúcar bruto, 25 mil toneladas de açúcar refinado, mil toneladas de café e tabaco e 500 toneladas de índigo saíram da ilha. Até a década de 1790, haveria quase 300 plantations espalhadas pelo território do Haiti. Após o aumento na produção de café, a Coroa transferiu a capital da colônia do Cabo Francês para Porto Príncipe pela sua boa localização.

## Consequências
Os efeitos da revolução sobre a instituição da escravidão foram sentidos em todas as Américas. O fim do domínio francês e a abolição da escravidão na ex-colônia foram seguidos por uma defesa bem-sucedida das liberdades conquistadas pelos ex-escravos e, com a colaboração de pessoas de cor já livres, sua independência dos europeus brancos. A revolução representou a maior revolta de escravos desde a revolta mal sucedida de Espártaco contra a República Romana quase 1 900 anos antes, e desafiou crenças europeias de longa data sobre a suposta inferioridade negra e sobre a capacidade dos escravos de alcançar e manter sua própria liberdade. A capacidade organizacional e a tenacidade dos rebeldes sob pressão inspiraram histórias que chocaram e assustaram os proprietários de escravos no hemisfério.
Desde a chegada dos primeiros escravizados ao ano da Revolução Haitiana, aqueles que acompanhavam, no Ocidente, as revoltas feitas pelos escravizados tratavam essas rebeliões de modo ambíguo: ao mesmo tempo que esses observadores não admitiam essas revoltas - caso contrário, seria conferida "humanidade" aos escravizados, conforme ontologia vigente -, eles também precisavam tomar ações diante dessas rebeliões, a fim de contê-las. Assim, na medida em que a existência dessas revoltas não era confessada, atitudes para suprimi-las também eram engendradas. Desse modo, aqueles que viviam no cotidiano a realidade das experiências escravistas, como os fazendeiros, deixaram diversos registros nos quais eles expõem suas opiniões ambíguas a respeito das revoltas escravas. Todavia esses escravocratas também se utilizavam de crenças fortemente enraizadas sobre as pessoas pretas escravizadas com o objetivo de diminuir e de não admitir a força da agência desses indivíduos.
Os acontecimentos revolucionários em São Domingos geraram impactos gigantescos na Europa, mas em especial, na França. A própria França dispunha de uma forte dependência em relação à ilha de São Domingos, uma vez que a ilha lhe proporcionava um vantajoso retorno econômico por meio da intensa produção de açúcar, de café e do tráfico de escravizados negros.
Apesar de todas esses impactos incalculáveis, grande parte da historiografia hegemônica não dá a devida atenção à Revolução Haitiana, e dentro do cânone eurocêntrico da historiografia hegemônica colonial e neocolonial, a Revolução Haitiana é comumente descrita como "consequência" da Revolução Francesa, o que não é correto afirmar. A Revolução Francesa teve impactos na classe branca e mestiça burguesas do Haiti, por conta dos conflitos internos entre a alta e baixa burguesia francesa (branca) e haitiana (mestiça), mas a maior parte do mérito da Revolução Haitiana é indiscutivelmente da massiva população preta (nascida ainda no continente africano, ou de segunda terceira geração nascida na ilha). Esta população de fato teve que, em alguns momentos, acomodar interesses de brancos e mestiços, estes sim muito influenciados pela tal Revolução Francesa, mas em hipótese alguma seria correto afirmar que aquela reforma burguesa francesa teria sido a causa ou mesmo um fator determinante para o sucesso da Revolução Haitiana.
Com a vitória de Saint Domingue, a França perdeu uma de suas colônias mais importantes e lucrativas, bem como, durante as batalhas travadas, contou com a perda de muitos soldados franceses. Assim, a Revolução Haitiana foi um acontecimento de grande importância no cenário da Revolução Francesa: ambos os acontecimentos estiveram, de certa forma, intrincados.

## Crítica Historiográfica
A Revolução Haitiana, única revolta de escravizados a resultar na fundação de um Estado soberano, desafiou profundamente os paradigmas históricos e filosóficos do mundo moderno ocidental. Apesar de sua magnitude e originalidade, o evento foi sistematicamente marginalizado nos discursos historiográficos tradicionais, como argumentam intelectuais como Michel-Rolph Trouillot e Susan Buck-Morss.
Discussões historiográficas
Michel-Rolph Trouillot, dedica um capítulo de seu livro para analisar os mecanismos pelos quais a Revolução Haitiana foi tornada "impensável" pela historiografia ocidental. Para ele, a produção da história é atravessada por relações desiguais de poder que definem quais eventos são narrados, como são enquadrados e quem tem autoridade para contá-los.
Segundo esse autor, a Revolução Haitiana confrontou diretamente os limites das categorias políticas e raciais do iluminismo europeu ao demonstrar que pessoas negras escravizadas podiam não apenas aspirar à liberdade, mas também organizar uma revolução bem-sucedida. Essa possibilidade era inconcebível para os intelectuais e cronistas da época, razão pela qual o evento foi sistematicamente desqualificado e ignorado.
Ele também identifica múltiplos níveis de silenciamento: desde o momento da produção dos documentos até a posterior criação das narrativas históricas. Assim, é proposto que a Revolução Haitiana não foi apenas negligenciada, mas ativamente excluída do cânone da história moderna por não se encaixar no paradigma eurocêntrico da racionalidade do progresso.
A leitura de Trouillot é ampliada pelo historiador Dale Tomich, que propõe uma abordagem mais relacional ao problema da "impensabilidade". O autor analisa o pensamento do abolicionista e republicano francês Victor Schoelcher, destacando sua tentativa de compreender a Revolução Haitiana a partir do vocabulário do republicanismo francês.
Schoelcher reconhece o papel histórico dos ex-escravizados haitianos na construção de uma república independente. Embora sua análise contenha tensões e contradições — sobretudo em relação à elite política haitiana e à noção de civilização —, ela representa uma exceção significativa ao silenciamento dominante.
Tomich argumenta que conceitos como liberdade, cidadania e humanidade estavam em disputa no século XIX, e que a Revolução Haitiana não foi apenas esquecida, mas constituiu um campo de embate político e simbólico. A tentativa de Schoelcher de reinscrever o Haiti no horizonte do republicanismo francês revela que, mesmo dentro do pensamento europeu, havia espaços de deslocamento conceitual e abertura à transformação.
Dialética, escravidão e modernidade
A filósofa Susan Buck-Morss, amplia a crítica ao mostrar como o pensamento filosófico ocidental, especialmente em Georg Wilhelm Friedrich Hegel, foi afetado - ainda que de forma não reconhecida - pela Revolução Haitiana. Ela argumenta que a famosa dialética do senhor e do escravo formulada por Hegel , pode ter sido inspirada pelos relatos contemporâneos da revolta haitiana, amplamente discutidos na Europa naquele período.
A figura do escravizado que conquista sua liberdade por meio da luta direta se assemelha à dinâmica de reconhecimento e negação descrita por Hegel, sugerindo que o Haiti teria servido como modelo empírico e simbólico para uma das passagens mais influentes da filosofia moderna.

A autora denuncia o fato de que, apesar dessa possível influência, a Revolução Haitiana permanece ausente do cânone filosófico, excluída por uma tradição que separa rigidamente filosofia e historia social. Assim, é proposto o reconhecimento da centralidade do Haiti para a intelectualidade, que permitiria uma reinterpretação da modernidade como processo verdadeiramente universal, e não apenas europeu.